# Jules Martelet
Jules Martelet (Saint-Brice-Courcelles, 27 settembre 1843 – Ivry-sur-Seine, 26 aprile 1916) è stato un pittore francese.
Socialista, fece parte del Consiglio della Comune di Parigi.

## Biografia
Pittore su vetro, si trasferì a Parigi nel 1863 e aderì alla Prima Internazionale. Durante l'assedio di Parigi del 1870 si arruolò nel 136º battaglione della Guardia nazionale e prese parte alle insurrezioni del 31 ottobre 1870 e del 22 gennaio 1871 contro il governo.
Il 18 marzo Martelet occupò il municipio del XIV arrondissement. Il 26 marzo fu eletto al Consiglio della Comune e fece parte della Commissione servizi.
Dopo la Settimana di sangue fuggì in Svizzera, mentre la corte marziale di Versailles lo condannava alla deportazione in contumacia. Insegnò disegno a La Chaux-de-Fonds, poi si trasferì in Belgio e nel 1873 negli Stati Uniti.
Tornò in Francia dopo l'amnistia del 1880 e aderì al Partito operaio socialista rivoluzionario di Jean Allemane. Morì all'ospizio di Ivry nel 1916.